# HNK Višići
HNK Višići su hrvatski nogometni klub iz Višića kod Čapljine, BiH.

## Povijest kluba

### Od osnutka do 1991.
Tradicija okupljanja i prakticiranja nogometne igre u ovom hercegovačkom mjestu seže još i mnogo prije 1965. godine. Ta je godina odabrana kao godina utemeljenja HNK Višići.
Prema predaji Omladinski nogometni klub Višići, danas HNK Višići registrirani su pod murvom Barićeve gostionice 1965. godine. Prvi predsjednik kluba bio je Kemal Bitanga, dok je tajnik bio Neđo Karamatić. Izvršni odbor kluba sačinjavali su: Neđo Karamatić, Mile Limov, Vlado Ćorić, Anđelko Car Raguž, Rajko Udženija, Mato Blažević i Martin Cvitanović. Dužnost trenera obnašao je Mato Blažević.
Prva službena utakmica ONK Višići odigrali su protiv NK GOŠK-a iz Gabele u Metkoviću, a rezultat je bio 2:2. To je bila sezona 1966./67. Razlog igranja u Metkoviću bio je u tome što ONK Višići nisu imali vlastito igralište, te je svaka domaća utakmica u prvoj polusezoni odigrana u Metkoviću. Drugu polusezonu ONK Višići domaće utakmice igrali su na Plani, u Dračevu, jer još klub nije dobio vlastito zemljište na kojem bi sagradio igralište. U drugom dijelu 1967. ONK Višići dobivaju zemljište, na kojem grade igralište, ali bez svlačionica i tribina. Međutim, i to se brzo riješilo, već u narednoj godini. Stadion mještani nazivaju Čajeri.
Gradnju drvene barake, koja je služila kao svlačionica, vodio je Mile Limov. Drenažu po cijelom terenu razveo je Neđo Karamatić. Gradnja novih svlačionica, zbog dotrajalosti drvene građe, započela je ubrzo, a nju su nadzirali Mato Blažević, Ante Škegro i Zdravko Brajković. Oni su izgradili svlačionice za domaćina i goste, prostoriju za suce, kancelariju, skladište dresova i druge opreme i WC. Te svlačionice su uporabi još i danas, iako su renovirane i nadograđivane više puta. Početkom 2011. godine potpuno su obnovljene i renovirane svlačionice i izgrađene nove klupske prostorije u skladu s najvišim standardima.
Tadašnji klubovi s kojima su nogometaši Višića igrali bili su: NK Troglav Livno, NK Budućnost Duvno, NK Boksit Posušje, NK Bekija Grude, NK Brotnjo Čitluk, NK Sloga Ljubuški, NK Mladost Lištica, NK GOŠK Dubrovnik, NK GOŠK Gabela, FK Iskra Stolac, FK Velež Nevesinje, FK Mladost Gacko, FK Hercegovac Bileća, FK Lokomotiva Mostar, FK Poštar Mostar, FK Bjelopoljac Mostar, FK Radobolja Mostar, FK Mladost Raštani, FK Makljen Prozor, FK Turbina Jablanica, NK Zadrugar Gnojnice, OFK APRO Mostar, FK Igman Konjic, FK Alat Trebinje, NK Šator Glamoč. Natjecanjem u Ligi Hercegovine, u koju su ulazili ili ispadali navedeni klubovi, i ONK Višići su imali svoje uspone i padove. Također treba istaknuti da su navijači ONK Višića bili toliko zainteresirani za svoj klub da su od uprave kluba tražili dodatni autobus za sve navijače, kojeg su oni sami financirali.
Od prvoligaških klubova bivše SFRJ, ONK Višići igrali su s FK Velež Mostar, FK Sarajevo, FK Željezničar Sarajevo, FK Borac Banja Luka, FK Sloboda Tuzla, NK Čelik Zenica. Od klubova tadašnje Druge lige, ONK Višići igrali su s FK Rudar Kakanj, NK Iskra Bugojno, FK Leotar Trebinje, dok su klubovi iz Treće lige, koji su snage odmjerili s Višićanima bili NK Borac Čapljina i NK Neretva Metković.

### Ratno i poslijeratno vrijeme
Zbog Domovinskog rata, Višićani nisu igrali utakmice od 1991. do 1994. godine, ali se nakon rata nastavilo natjecanje u Drugoj ligi Herceg-Bosne Jug, a u ovoj ligi Višići nose naziv HNK Višići. Najveći poslijeratni uspjesi kluba vežu se uz sezonu 1995./96. kada HNK Višići postaju pobjednici Druge lige Herceg–Bosne Jug, uspjevši u posljednjem kolu, na vlastitom terenu pobijediti 3:2 izravnog konkurenta, danas ugasli NK Redarstvenik iz Mostara. Iste sezone dolaze i do finala kupa Ramsko-neretvanskog podsaveza. Loša financijska situacija sprječava klub u daljnjem napredovanju te odustaju i od sudjelovanja u Prvoj ligi Herceg-Bosne u sezoni 1996./97. Financijska kriza i manjak zainteresiranog kadra kulminirali su privremenim gašenjem kluba u sezoni 2002./03.

### Novo doba
Nakon privremenog gašenja klub se ponovno oživljava 2006. godine i započinje natjecanje u Županijskoj ligi HNŽ. Već u sljedećoj sezoni 2007./08. pod vodstvom trenera Pere Lastana Bijelice HNK Višići su izborili plasman u Drugu ligu FBiH – Jug.
U sezoni 2008./09. momčad preuzima Nikica Pegi Knežević i od 16 momčadi HNK Višići na kraju sezone osvajaju 8. mjesto. Isti uspjeh ponavljaju i dogodine.
Najveći uspjeh za sada jest 4. pozicija na kraju sezone 2010./11.
Od sezone 2015./16. igraju u 1. županijskoj ligi HNŽ nakon što su zbog manjka financijskih sredstava dobrovoljno istupili iz Druge lige. U Drugu ligu FBiH se vraćaju za sezonu 2021./22. nakon osvajanja Županijske lige HNŽ dvije godine za redom pod vodstvom trenera Gorana Bule.

## Klupski uspjesi
- Kup Ramsko-neretvanskog podsaveza
  - Finalist 1995./96.
- Druga liga Herceg-Bosne Jug
  - 1. mjesto 1995./96.
- 1. županijska liga HNŽ
  - 1. mjesto 2007./08.[nedostaje izvor], 2019./20., 2020./21.

## Pregled plasmana po sezonama
| Sezona    | Rang | Liga                   | Plasman | Izvori |
| --------- | ---- | ---------------------- | ------- | ------ |
| 2016./17. | IV.  | 1. županijska liga HNŽ | 4.      | [ 3 ]  |
| 2017./18. | IV.  | 1. županijska liga HNŽ | 4.      | [ 4 ]  |
| 2018./19. | IV.  | 1. županijska liga HNŽ | 4.      | [ 5 ]  |
| 2019./20. | IV.  | 1. županijska liga HNŽ | 1.      | [ 6 ]  |
| 2020./21. | IV.  | 1. županijska liga HNŽ | 1. ↑    | [ 7 ]  |
| 2021./22. | III. | Druga liga FBiH – Jug  | 12.     | [ 8 ]  |
| 2022./23. | III. | Druga liga FBiH – Jug  | 7.      | [ 9 ]  |
| 2023./24. | III. | Druga liga FBiH – Jug  | 10.     | [ 10 ] |
| 2024./25. | III. | Druga liga FBiH – Jug  | –       |        |

## Malonogometni turnir Višići
HNK Višići u suradnji s Mjesnom zajednicom Višići tradicionalno organizira malonogometni turnir Višići. Prvi turnir održan je davne 1978. na igralištu ispred Osnovne škole, a osvajač turnira bila je ekipa Misira. Turnir se danas održava u ljetnom terminu na malonogometnom igralištu Osnovne škole "Lipanjske zore" u Višićima i spada među najstarije i najpoznatije turnire u Hercegovini.